# Cardiophorus obliteratus
Cardiophorus obliteratus là một loài bọ cánh cứng trong họ Elateridae. Loài này được Dolin & Sausa miêu tả khoa học năm 1997.